# Katarina Čas
Katarina Čas (n. Slovenj Gradec, RS de Eslovenia, RFS de Yugoslavia; 23 de septiembre de 1976) es una actriz y presentadora eslovena.

## Biografía
Katarina Čas nació en Slovenj Gradec, Eslovenia, en ese momento parte de la República Federativa Socialista de Yugoslavia, el 23 de septiembre de 1976. Hizo su primera aparición en la televisión en 1988 en un anuncio para una compañía de refrescos. En 1989 debutó como actriz en la película Peklenski načrt. Ha participado en numerosas películas yugoslavas, pero hasta la fecha su película más importante es El lobo de Wall Street, en la cual interpretó a Chantalle.

## Filmografía

### Películas
| Año  | Título                                | Papel              | Notas |
| ---- | ------------------------------------- | ------------------ | ----- |
| 1989 | Peklenski načrt                       | Špela              |       |
| 2000 | V petek zvečer                        | Katja              |       |
| 2008 | Reality                               | Blondie & Gipsy    |       |
| 2011 | The Guard                             | Gabriela McBride   |       |
| 2013 | El lobo de Wall Street                | Chantalle          |       |
| 2014 | The King's Man                        | Natalia            |       |
| 2015 | Danny Collins                         | Sophie             |       |
| 2016 | Macori iz slivnika                    |                    |       |
| 2016 | The Rift                              | Liz Waid           |       |
| 2018 | Terminal                              | Chloe Merryweather |       |
| 2018 | A Christmas Prince: The Royal Wedding | Chef Ivana         |       |

### Televisión
| Año  | Título                    | Papel          | Notas                   |
| ---- | ------------------------- | -------------- | ----------------------- |
| 1988 | Cockta                    | -              |                         |
| 1997 | Atlantis                  | Ella misma     |                         |
| 2005 | Aritmija                  | Ella misma     |                         |
| 2007 | Zauvijek susjedi          | Urška          |                         |
| 2008 | Strasti                   | Ana            |                         |
| 2010 | Dan ljubezni              | Martina        |                         |
| 2010 | Prepisani                 | Barbra Zidar   |                         |
| 2011 | Pod sretnom zvijezdom     | Ena Kolar      |                         |
| 2013 | Liam and Lenka            | Lenka          | Cortometraje            |
| 2013 | A Touch of Cloth          | Katya          |                         |
| 2013 | New Tricks                | Hana Keranovic |                         |
| 2013 | Življenja Tomaža Kajzerja | Alenka Kajzer  |                         |
| 2015 | Crimen en el paraiso      | Imke Zandt     | Episodio 3 4a temporada |